# 中国驻加纳大使馆
中华人民共和国驻加纳共和国大使馆（英語：Embassy of the People's Republic of China in the Republic of Ghana），简称中国驻加纳大使馆，是中华人民共和国驻加纳的外交代表机构。

## 机构设置
中国驻加纳大使馆设置下列机构：
- 政治处
- 经商处
- 武官处
- 领侨处
- 办公室